# Férfi 400 méteres vegyesúszás a 2011-es úszó-világbajnokságon
A férfi 400 méteres vegyesúszást a 2011-es úszó-világbajnokságon július 31-én rendezték meg. Egy napon volt a selejtező és a döntő.

## Rekordok
|                    | Név            | Nemzetiség | Idő     | Helyszín  | Dátum               |
| ------------------ | -------------- | ---------- | ------- | --------- | ------------------- |
| Világcsúcs         | Michael Phelps | USA        | 4:03.84 | Peking    | 2008. augusztus 10. |
| Világbajnoki csúcs | Michael Phelps | USA        | 4:06.22 | Melbourne | 2007. április 1.    |

## Érmesek
| Arany                                   | Ezüst                                   | Bronz                 |
| Amerikai Egyesült Államok · Ryan Lochte | Amerikai Egyesült Államok · Tyler Clary | Japán · Yuya Horihata |

## Eredmények

### Selejtezők
| Helyezés | Selejtező | Pálya | Név                      | Nemzetiség | Idő     | Megj. |
| -------- | --------- | ----- | ------------------------ | ---------- | ------- | ----- |
| 1        | 5         | 4     | Ryan Lochte              | USA        | 4:11.89 | Q     |
| 2        | 5         | 3     | Yuya Horihata            | JPN        | 4:13.68 | Q     |
| 3        | 3         | 3     | Huang Chaosheng          | CHN        | 4:14.07 | Q     |
| 4        | 4         | 4     | Tyler Clary              | USA        | 4:14.98 | Q     |
| 5        | 3         | 7     | Ioannis Drymonakos       | GRE        | 4:15.01 | Q     |
| 5        | 5         | 5     | Verrasztó Dávid          | HUN        | 4:15.01 | Q     |
| 7        | 4         | 5     | Wang Cheng Xiang         | CHN        | 4:16.45 | Q     |
| 8        | 4         | 3     | Roberto Pavoni           | GBR        | 4:16.48 | Q     |
| 9        | 4         | 7     | Riaan Schoeman           | RSA        | 4:16.53 |       |
| 10       | 4         | 6     | Joseph Roebuck           | GBR        | 4:16.95 |       |
| 11       | 5         | 6     | Yannick Lebherz          | GER        | 4:17.31 |       |
| 12       | 4         | 1     | Dinko Jukić              | AUT        | 4:17.36 |       |
| 13       | 5         | 1     | Thomas Fraser-Holmes     | AUS        | 4:18.49 |       |
| 14       | 3         | 1     | Diogo Carvalho           | POR        | 4:18.68 |       |
| 15       | 2         | 4     | Jung Won-Yong            | KOR        | 4:18.98 |       |
| 16       | 2         | 3     | Taki M'Rabet             | TUN        | 4:18.99 |       |
| 17       | 5         | 7     | Makszim Semberjev        | UKR        | 4:19.29 |       |
| 18       | 4         | 2     | Luca Marin               | ITA        | 4:19.48 |       |
| 19       | 3         | 6     | Federico Turrini         | ITA        | 4:19.50 |       |
| 20       | 4         | 8     | Raphael Stacchiotti      | LUX        | 4:20.64 | NR    |
| 21       | 5         | 8     | Andrew Ford              | CAN        | 4:20.87 |       |
| 22       | 3         | 4     | Cseh László              | HUN        | 4:22.26 |       |
| 23       | 5         | 2     | Gal Nevo                 | ISR        | 4:25.96 |       |
| 24       | 2         | 2     | Nuttapong Ketin          | THA        | 4:26.41 |       |
| 25       | 3         | 2     | Mitch Larkin             | AUS        | 4:26.91 |       |
| 26       | 2         | 1     | Aleksey Derlyugov        | UZB        | 4:27.19 |       |
| 27       | 2         | 5     | Pedro Pinotes            | ANG        | 4:28.81 |       |
| 28       | 3         | 8     | Ezequiel Trujillo Aviles | MEX        | 4:30.85 |       |
| 29       | 2         | 7     | Morad Berrada            | MAR        | 4:31.97 |       |
| 30       | 2         | 8     | Diego Castillo Granados  | PAN        | 4:32.39 |       |
| 31       | 1         | 4     | Marko Blazevski          | MKD        | 4:32.96 |       |
| 32       | 1         | 5     | Rafael Ferracuti         | ESA        | 4:35.84 |       |
| 33       | 2         | 6     | Vo Nguyen                | VIE        | 4:41.02 |       |
| 34       | 1         | 3     | Ahmed Atari              | QAT        | 5:16.80 |       |
| –        | 1         | 6     | Adbulrahman Alishaq      | QAT        |         | DNS   |
| –        | 3         | 5     | Thiago Pereira           | BRA        |         | DNS   |

### Döntő
| Helyezés  | Pálya | Név                | Nemzetiség | Idő     | Megj. |
| --------- | ----- | ------------------ | ---------- | ------- | ----- |
| Aranyérem | 4     | Ryan Lochte        | USA        | 4:07.13 |       |
| Ezüstérem | 6     | Tyler Clary        | USA        | 4:11.17 |       |
| Bronzérem | 5     | Yuya Horihata      | JPN        | 4:11.98 | NR    |
| 4         | 3     | Huang Chaosheng    | CHN        | 4:13.62 |       |
| 5         | 2     | Ioannis Drymonakos | GRE        | 4:14.62 | NR    |
| 6         | 7     | Verrasztó Dávid    | HUN        | 4:15.67 |       |
| 7         | 1     | Wang Cheng Xiang   | CHN        | 4:15.89 |       |
| 8         | 8     | Roberto Pavoni     | GBR        | 4:19.85 |       |